# Élections étatiques de 2024 en Basse-Californie
Les élections étatiques de 2024  en Basse-Californie se tiennent le 2 juin 2024, afin d'élire les 25 membres du congrès étatique de l'État de Basse-Californie, pour un mandat de trois ans.

État de Basse-Californie.

## Mode de scrutin
Le Congrès d'État de Basse-Californie est constitué de 25 députés, élus selon un système mixte. 17 députés sont élus au scrutin uninominal majoritaire à un tour dans autant de circonscriptions, tandis que les 8 députés restants sont élus au scrutin proportionnel plurinominal. Les électeurs n'ont cependant qu'un seul vote.

## Résultats
|                                                |                                                |                                              |           |       |       |               |               |    |       |               |  |  |  |  |
| Parti                                          | Parti                                          | Parti                                        | Voix      | %     | +/-   | C             | +/−           | L  | Total | +/-           |  |  |  |  |
|                                                |                                                | Mouvement de régénération nationale (MORENA) | 728 086   | 50,98 | 5,60  | 15            | 2             | 0  | 15    | 2             |  |  |  |  |
|                                                | Parti vert écologiste du Mexique (PVEM)        | 80 504                                       | 5,64      | 3,17  | 1     | en stagnation | 1             | 2  | 1     |               |  |  |  |  |
|                                                | Force pour le Mexique (FxM)                    | 33 981                                       | 2,38      | 0,26  | 1     | 1             | 0             | 1  | 1     |               |  |  |  |  |
| Total coalition Continuons de faire l’histoire | Total coalition Continuons de faire l’histoire | 842 571                                      | 59,00     | 8,51  | 17    | en stagnation | 1             | 18 | 1     |               |  |  |  |  |
|                                                | Parti action nationale (PAN)                   | Parti action nationale (PAN)                 | 223 222   | 15,63 | 1,27  | 0             | en stagnation | 3  | 3     | en stagnation |  |  |  |  |
|                                                | Mouvement citoyen (MC)                         | Mouvement citoyen (MC)                       | 118 444   | 8,29  | 3,67  | 0             | en stagnation | 1  | 1     | en stagnation |  |  |  |  |
|                                                | Parti du travail (PT)                          | Parti du travail (PT)                        | 100 148   | 7,01  | 4,70  | 0             | 3             | 1  | 1     | 2             |  |  |  |  |
|                                                | Parti révolutionnaire institutionnel (PRI)     | Parti révolutionnaire institutionnel (PRI)   | 69 235    | 4,85  | 3,55  | 0             | en stagnation | 1  | 1     | 1             |  |  |  |  |
|                                                | Parti du combat solidaire (PES)                | Parti du combat solidaire (PES)              | 54 473    | 3,81  | 11,88 | 0             | en stagnation | 1  | 1     | 2             |  |  |  |  |
|                                                | Parti de la révolution démocratique (PRD)      | Parti de la révolution démocratique (PRD)    | 20 096    | 1,41  | 0,11  | 0             | en stagnation | 0  | 0     | en stagnation |  |  |  |  |
|                                                |                                                |                                              |           |       |       |               |               |    |       |               |  |  |  |  |
| Suffrages exprimés                             | Suffrages exprimés                             | Suffrages exprimés                           | 1 428 189 | 94,37 |       |               |               |    |       |               |  |  |  |  |
| Votes nuls                                     | Votes nuls                                     | Votes nuls                                   | 85 232    | 5,63  |       |               |               |    |       |               |  |  |  |  |
| Total                                          | Total                                          | Total                                        | 1 513 421 | 100   | -     | 17            | en stagnation | 8  | 25    | en stagnation |  |  |  |  |
| Abstention                                     | Abstention                                     | Abstention                                   | 1 684 402 | 52,67 |       |               |               |    |       |               |  |  |  |  |
| Inscrits/Participation                         | Inscrits/Participation                         | Inscrits/Participation                       | 3 197 823 | 47,33 |       |               |               |    |       |               |  |  |  |  |